# Alfred Sharpe
Sir Alfred Sharpe (19 mai 1853 – 10 décembre 1935) est  commissaire et consul général (gouverneur de facto) du Protectorat britannique d'Afrique centrale puis gouverneur du Nyassaland.
Il reçoit une formation juridique, mais devient d'abord planteur et chasseur professionnel avant de devenir un administrateur colonial de l'Empire britannique. Il est commissaire (gouverneur de facto) du protectorat britannique d'Afrique centrale de 1896 à 1907 puis gouverneur du Nyassaland, nom que prend le territoire en 1907 ; il occupe le poste jusqu'à sa retraite, en 1910. Il est impliqué dans quelques-uns des plus importants événements qui façonnent le sud de l'Afrique centrale aux débuts du colonialisme.

## Jeunesse et débuts
Alfred Sharpe naît le 19 mai 1853 à Lancaster, comté de Lancashire, en Angleterre. Alors qu'il est enfant, sa famille quitte l'Angleterre pour le Pays de Galles puis la Suisse et la France, car son père, ingénieur ferroviaire, participe à la construction des lignes de chemin de fer de ces pays. Il suit ses études à l'Haileybury and Imperial Service College, en Angleterre puis il devient solicitor (type d'avocat des pays de common law) à l'âge de vingt-trois ans, après une formation dans un cabinet privé. Il est membre de la Royal Geographical Society de 1891 à sa mort ; il est membre du conseil de la RGS de 1913 à 1917.
En 1883, il se rend, accompagné d'un cousin, à Viti Levu, la plus grande île des Fidji, pour créer une plantation de cannes à sucre. L'aventure se termine au bout d'un an seulement : les deux cousins sont incompétents en matière d'agriculture tropicale et le prix du sucre est faible. Alfred Sharpe commence une brève carrière administrative aux Fidji par un poste de magistrat intérimaire en 1885-1886. On lui propose un poste de district officer mais il décline et se rend en Afrique centrale. 
Il rejoint les hauts plateaux de la Shire en 1887 pour chasser l'éléphant et faire commerce de l'ivoire mais il est presque immédiatement impliqué dans la guerre de Karonga, au nord du lac Nyasa (actuel lac Malawi), où s'affrontent l'African Lakes Corporation et des commerçants esclavagistes arabo-swahilis. Harry Johnston est nommé consul britannique pour le Mozambique « et l'intérieur des terres » au début de l'année 1889 et il est notamment chargé de surveiller l'avancée portugaise dans les vallées du Zambèze et de la Shire et d'éviter que les dirigeants locaux signent des « accords de protection » qui les placent sous la juridiction portugaise. En 1889, Harry Johnston et son vice-consul, John Buchanan, excèdent quelque peu leurs attributions en instituant, en réponse à une provocation portugaise, un protectorat britannique sur les hauts plateaux de la Shire puis sur le territoire à l'ouest du lac Nyasa. Le gouvernement du Royaume-Uni accepte d'entériner ces actions en 1891 et crée le protectorat britannique d'Afrique centrale qui couvre les territoires concernés.

## Ruée sur le Katanga
En 1890, Alfred Sharpe est envoyé, conjointement par Cecil Rhodes et par le consul britannique Harry Johnston, auprès de M'Siri, souverain du royaume Yeke. Son territoire, qui correspond au Katanga actuel, est riche en cuivre et, pense-t-on, en or (ce qui se révèle faux). Johnston veut établir un protectorat britannique sur le royaume tandis que Rhodes souhaite obtenir des droits d'exploitation minière ; son entreprise, la British South Africa Company (BSAC), occupe déjà la Rhodésie du Nord-Ouest et il veut étendre ses possessions vers le nord. 
Il n'y a, à ce moment, qu'une poignée d'Européens au Katanga et dans la région du lac Mweru et de la rivière Lwapula. Frederick Stanley Arnot, le premier à s'être établi, réside dans la capitale de M'Siri, Bunkeya, depuis trois ans.
L'expédition est montée, d'une manière guère différente de celles de David Livingstone vingt ans auparavant.

### Kazembe
Rhodes et Johnston veulent obtenir des accords similaires avec Mwata Kazembe, dirigeant du Kazembe et le chef Nsama, les autres dirigeants importants de la région, qui contrôlent les territoires à l'est du royaume Yeke. Sharpe est en compétition avec les émissaires du roi Léopold II de Belgique, souverain de l'État indépendant du Congo, qui envoie des expéditions auprès de M'Siri dans le même but. Alfred Sharpe obtient ce qu'il cherche auprès de Nsama et Mwata Kazembe. Ce dernier est cependant opposé à un accord entre les Britanniques et M'Siri car ce dernier est son ennemi, qui s'est emparé d'une partie du territoire kazembe. Il retarde alors Sharpe par divers stratagèmes et pousse ses porteurs à la désertion,.

### M'Siri
Privé d'une partie de ses forces, à court d'argent et de fournitures, telles les pièces de tissu et la poudre traditionnellement utilisés dans les négociations, Alfred Sharpe, accompagné de quelques serviteurs, arrive à la cour de Bunkeya avec le projet de traité, mais il fait pâle figure. L'explorateur Joseph Thomson, qui travaille aussi pour la BSAC, est censé le rejoindre, en provenance du sud, et apporter fournitures et cadeaux à la cour de M'Siri, mais il n'arrive pas, à cause d'une épidémie de variole dans les territoires qui les séparent encore. M'Siri et sa cour ne lisent pas l'anglais et Sharpe commente le contenu du traité en termes favorables ; lorsque son contenu réel lui est révélé par Charles Swan, un missionnaire installé à la cour, M'Siri, furieux, renvoie Sharpe les mains vides. Ce dernier, ignorant qu'il est concurrencé par l'État indépendant, part dépité, incriminant Charles Swan.

### Retour au lac Tanganyika
Alfred Sharpe a cependant obtenu des accords du Kazembe et de Nsama. Le 15 novembre 1890, il écrit à Johnston, depuis Bunkeya, disant qu'il ne craint pas que d'autres que lui puissent signer des traités avec M'Siri et qu'une colonne armée de seulement cent cinquante hommes pourrait mettre un terme, sans difficulté, au contrôle exercé par M'Siri sur les routes commerciales. Le 26 décembre, il écrit à nouveau à Johnston depuis le lac Tanganyika, disant que M'Siri est à la fin de ses jours et qu'il sera possible de s'emparer de « toute la contrée ». Il explique qu'en outre le Kazembe est le véritable propriétaire des territoires usurpés par M'Siri, et que le traité signé avec le Kazembe leur donne tout le « pays lunda », y compris donc le territoire du royaume Yeke de M'Siri, actuel Katanga.
En fait, il a raison sur le premier point — une petite force peut s'emparer des richesses minières du Katanga — mais il se leurre quant aux deux points suivants. Le 18 avril 1891, une expédition belge arrive, dirigée par Paul Le Marinel et ce dernier obtient une lettre, signée par M'Siri et attestée par Swan, selon laquelle le roi accepte l'installation de représentants de l'État indépendant du Congo sur son territoire. Un peu plus tard, une expédition militaire bien équipée et armée, l'expédition Stairs, dirigée par un Canadien et composée de mercenaires, tue M'Siri, le 20 décembre 1891, puis prend possession du territoire qui est annexé à l'État indépendant du Congo,.

## Administrateur du Nyassaland
Alfred Sharpe est activement impliqué dans la création du protectorat britannique d'Afrique centrale et il joue un rôle majeur dans l'établissement de gouvernance britannique dans la région. En 1891, Johnston nomme Alfred Sharpe vice-consul, eu égard à ses compétences juridiques et parce que, à la différence du précédent, John Buchanan, il n'est pas propriétaire d'un domaine agricole qu'il doit faire fonctionner. En 1893, le titre de Johnston devient celui de « commissaire » et Alfred Sharpe devient commissaire-adjoint, exerçant les fonctions de Johnston lorsque ce dernier est absent. Lorsque Johnston quitte le protectorat en 1896, Sharpe est le premier Acting Commissioner (« commissaire exécutif »), confirmé à ce poste en 1897. En janvier 1902, il est nommé commissaire, commandant en chef et consul général du protectorat britannique d'Afrique centrale. Il est son premier gouverneur lorsque le territoire devient le Nyassaland en 1907 ; il quitte son poste en 1910. 
Durant la carrière de Sharpe en tant d'administrateur de 1891 à 1910, il lutte contre le commerce esclavagiste, il établit les lois concernant la colonisation et les droits fonciers et il façonne de facto le contexte administratif des premiers moments du Nyassaland colonial. Il tente également de développer une agriculture viable et donc l'économie agricole, mais avec peu de succès. Quoiqu'entretenant des relations raisonnablement cordiales avec les colons Européens, il combat la mise en place des monopoles commerciaux et encourage les propriétaires fonciers à donner de meilleurs revenus et de meilleures conditions de vie et de travail aux travailleurs Africains. Il encourage et encadre la construction de la première ligne ferroviaire reliant Nsanje à Limbe, inaugurée en 1908. Il est aussi responsable de la construction de la route principale traversant le Nyassaland du nord au sud.

### Administration
En 1896, Johnston et Sharpe mettent sur pied un bureau du gouvernement à Zomba, noyau de la future administration coloniale. Lorsque Sharpe devient commissaire, il embauche plusieurs juristes et conseillers techniques pour renforcer son organisation. Johnston avait nommé une douzaine de chefs de district, appelés Collectors of Revenue, et Sharpe augmente le nombre de districts à vingt-sept en 1897 et à trente-huit en 1905 et crée des postes d'assistants pour les Collectors. Il n'essaie pas d'impliquer les chefs traditionnels dans l'administration locale, privilégiant l'administration directe par les chefs de districts,. Juste avant sa retraite, en 1910, il accepte l'argument des colons disant que le gouvernement ne devrait pas nommer de chefs de village officiellement reconnus comme intermédiaires entre les villageois et les chefs de district locaux ; ceux-ci sont cependant nommés à partir de 1912 par son successeur au poste de gouverneur.

### Problématique foncière
Le sud de ce qui est de nos jours le Malawi souffre, durant le troisième quart du XIXe siècle, de guerres et de raids esclavagistes, qui amènent des terres fertiles à être abandonnées. Les chefs locaux espèrent obtenir la protection des Européens qui commencent à arriver dans la région à partir de 1860, en leur concédant des droits à cultiver ces terres vacantes. L'African Lakes Corporation est créée en 1877 afin de coopérer avec les missionnaires d'Afrique centrale pour combattre le commerce d'esclaves et lui substituer un « commerce légitime ». Ses représentants prétendent signer des traités ou des accords accordant à la compagnie de grandes surfaces de terrain. Trois personnes, Eugene Sharrer, John Buchanan (l'ancien vice-consul) et Alexander Low Bruce (gendre de David Livingstone et directeur de l'African Lakes Corporation) proclament eux aussi avoir acheté de grandes quantités de terres, la plupart du temps en échange de quantités dérisoires de marchandises, auprès de chefs qui ne conçoivent pas la tenure foncière au sens britannique : « là où les colons voyaient un marché transférant une propriété, les chefs voyaient la simple manifestation d'un droit d'usufruit traditionnel ».
Cela laisse Harry Johnston, commissaire de l'époque, face à un problème majeur. Il ne considère pas que le gouvernement possède la propriété des terres du protectorat, mais il pense que les terres appartiennent aux communautés africaines ; les chefs traditionnels n'ont cependant, en principe, pas le droit d'aliéner ces terres à qui que ce soit. Il accepte cependant, dans le même temps, de reconnaître que les accords signés avec les Européens peuvent servir de preuves d'achat. Pour résoudre ce dilemme, il entretient la fiction juridique selon laquelle les communautés africaines acceptent tacitement le fait que les chefs peuvent vendre les terres laissées vacantes. Il accepte donc que les Certificates of Claim (litt. « certificats de revendication ») résultant de ces accords servent de titres de propriété légaux,.
Après l'instauration du protectorat, il y a un accaparement massif des terres, d'énormes étendues sont achetées pour des sommes dérisoires et les revendications foncières se chevauchent et nécessitent un ajustement. Harry Johnston examine ces revendications à partir de la fin de l'année 1892, et, comme il n'a pas de formation juridique, il s'appuie sur Sharpe, car le protectorat n'a pas de juristes à son service avant 1896. Sharpe et Johnston interrogent les chefs nommés dans les accords pour confirmer qu'ils ont bien accepté de vendre les terres. Ils essaient également de s'assurer d'un prix équitable pour la transaction mais ils fixent les prix à un tarif très bas, d'un demi-penny pour les terres ordinaires jusqu'à trois pennies pour les terres les plus fertiles. La plupart des Certificates of Claim prévoient une clause de non-dérangement disant que les villages et les fermes africains ne peuvent être modifiés ou déplacés sans le consentement du gouvernement du protectorat. L'aspect légal des Certificates of Claim est examiné en 1903, au motif qu'il viole les droits des communautés africaines, mais la cour d'appel confirme leur validité tout en admettant que beaucoup sont déséquilibrés et injustes dans leurs clauses.

### Expédition punitive contre Mwata Kazembe
Lorsque Sharpe succède à Johnston, il hérite aussi de la responsabilité de renforcer la sécurité dans le territoire voisin de la Rhodésie du Nord-Est, sous administration de la BSAC, qu'il avait contribué à établir grâce, entre autres, aux traités avec le Kazembe et Nsama. Refusant d'appliquer les termes de l'accord signé avec Sharpe, Mwata Kazembe X refuse en 1897 de coopérer avec le nouveau Collector de la BSAC, Blair Watson, refusant qu'il lève le drapeau britannique et défaisant ses troupes lorsqu'il tente de marcher sur la capitale du Kazembe.
Mwata Kazembe se trouve à 1 000 kilomètres de la base de Sharpe à Blantyre, et ce n'est qu'en 1899 qu'il est possible de monter une expédition militaire, composée de Sikhs et de soldats du Nyassaland, opérant conjointement avec Robert Edward Codrington, administrateur de la Rhodésie du Nord-Est pour le compte de la BSAC. Mwata Kazembe s'enfuit au-delà de la Lwapula et, après que des missionnaires aient intercédé en sa faveur, il est autorisé à regagner sa chefferie, reconnue par la BSAC.

### Travail et taxes
Pour forcer les travailleurs africains à travailler sur les plantations des Européens en échange d'un salaire, Johnston institue une hut tax annuelle (une forme de taxe d'habitation) d'un montant de trois shillings. En 1902, Alfred Sharpe se plie à la demande des colons et double le prix, qui atteint donc six shillings. Une remise de trois shillings est cependant accordée à ceux qui acceptent de travailler gratuitement pendant trois mois pour le compte des Européens. Le but est d'inciter plus d'Africains à travailler dans les grands domaines agricoles des colons. En 1901, il s'oppose au recrutement organisé de travailleurs du Nyassaland pour les mines d'Afrique du Sud et de Rhodésie, car cela est contraire aux intérêts agricoles des colons. Néanmoins, en 1903, les mines de la colonie du Transvaal sont en manque de main-d'œuvre et Alfred Milner, gouverneur du Transvaal, presse Joseph Chamberlain, secrétaire d'État aux colonies, d'autoriser le recrutement de travailleurs dans les territoires sous administration britannique au nord du Zambèze. Cette situation, conjuguée à une grave famine dans le sud du protectorat et à l'incapacité persistante des planteurs à trouver une culture d'exportation réellement rentable, conduit Sharpe, qui avait autrefois fermement soutenu l'agriculture, à donner son accord à la Witwatersrand Native Labour Association (WNLA) pour recruter 1 000 travailleurs du Nyassaland pour les mines du Transvaal. En 1907, 1 500 travailleurs du Nyassaland sont recrutés tous les ans et, en 1908, la Rhodesia Native Labour Board (RNLB) commence à son tour à recruter. Cependant, en 1910, à la suite de l'ouverture de la ligne de chemin de fer qui offre plus de débouchés aux exportateurs et des protestations réitérées des colons se plaignant du manque de main-d'œuvre, Alfred Sharpe résilie les accords avec la WNLA et le RNLB. En 1910, il introduit également des mesures pour réguler les conditions de travail des Africains travaillant pour les colons européens et limiter les nombreux abus, mais elles sont largement ignorées.

### Royaume Maseko
Alfred Sharpe participe à la dernière grande expédition militaire du protectorat. Après la mise au pas des Yao et des marchands esclavagistes près de Karonga entre 1891 et 1895, l'État le plus important qui subsiste dans le sud du territoire, autour de Dedza, est celui du Maseko, un royaume ngoni qui pratique des raids fréquents sur les hauts plateaux de la Shire. Après 1893, les relations entre Gomani, le nouveau jeune dirigeant des Ngoni, et l'administration du protectorat se détériorent. En 1895, Gomani ordonne à son peuple de ne pas payer la hut tax imposée par Johnston. Il commence également à harceler les missionnaires de l'endroit, ce qui conduit à des rapports exagérés de violences généralisées. En l'absence de Johnston, Alfred Sharpe ordonne à ses troupes d'attaquer les Ngoni en octobre 1896. Après quelques escarmouches, les guerriers ngoni sont dispersés et Gomani est capturé et fusillé. Une lourde amende, à payer avec des têtes de bétail est imposée, ce qui appauvrit les Ngoni et amène beaucoup de jeunes hommes à s'expatrier pour trouver du travail ailleurs. Gomani avait tenté d'empêcher son peuple de travailler avec les colons des hauts plateaux, mais sa défaite ouvre la voie aux recruteurs de main-d'œuvre.

### Les Ngoni du nord
L'une des principales réalisations d'Alfred Sharpe est d'avoir amené le territoire des Ngoni du nord sous le contrôle du gouvernement du protectorat sans usage excessif de la force.
Les Ngoni s'installent dans le nord du Nyassaland au début des années 1850 et font passer toute la population locale sous leur contrôle. Depuis le début des années 1870, ils sont en contact avec les missionnaires de l'Église libre d'Écosse. L'un d'eux, Robert Laws, rencontre pour la première fois le chef Mbelwa (qu'il appelle « Mombera » dans ses premiers écrits) en 1879, et, en 1881, il établit une mission à Bandawe au nord-ouest du lac Nyasa (elle déménagera en 1894 et deviendra la mission de Livingstonia). Pendant plusieurs années, Laws tente de persuader le chef ngoni de cesser ses raids ; les missionnaires établis dans son royaume jouent le rôle d'éducateurs et d'arbitres dans les conflits. En 1885, une école missionnaire est ouverte à Ekwendeni, au cœur du pays ngoni. En 1899, des signes favorables indiquent que les Ngoni sont prêts à passer sous le contrôle de l'administration du protectorat. En 1902, Sharpe est encore prêt à utiliser la coercition plutôt que la persuasion lorsqu'il envoie des troupes à Chintheche (en), où la population locale proteste contre l'introduction de la hut tax à six shillings ; il oblige un certain nombre de manifestants à effectuer un travail non rémunéré pour le compte du gouvernement comme punition. Robert Laws avise Alfred Sharpe d'être précautionneux et d'agir avec tact en respectant la dignité de ses interlocuteurs lors du transfert de pouvoir envisagé. Alfred Sharpe accepte de laisser le choix du calendrier à Robert Laws ; en 1904, après la grave famine en 1903, le moment semble opportun. Lors d'une cérémonie tenue à Ekwendeni en octobre 1904, les dirigeants Ngoni acceptent l'installation d'un administrateur résident ainsi que de payer des impôts à partir de 1906. Sharpe accorde une certaine autonomie aux Ngoni du nord, dotés d'un « chef suprême », situation qui perdure plusieurs années après son départ. L'accord de 1904 entre Sharpe et Mbelwa montre qu'il accepte désormais l'idée que le consentement des gouvernés ne peut plus être contourné. Après l'extension de la hut tax aux Ngoni du nord, ces derniers, qui jusqu'alors ne se rendaient pas sur les hauts plateaux comme travailleurs saisonniers, le font désormais, allant aussi jusqu'en Rhodésie et même en Afrique du Sud.

## Fin de carrière
À l'occasion du jubilé de diamant de la reine Victoria, en 1897, Alfred Sharpe est fait compagnon de l'Ordre du Bain et, en 1903, il est élevé à la dignité de Chevalier commandeur de l'ordre de Saint-Michel et Saint-Georges. Il prend sa retraite en 1910 en Grande-Bretagne mais il continue à voyager régulièrement en Afrique. Il meurt le 10 décembre 1935, à Londres.